# ケプラー1652b
ケプラー1652b（Kepler object of interestによる指定はKOI-2626.01）とは、地球からはくちょう座の方向に約822光年離れた赤色矮星 ケプラー1652 のハビタブルゾーン内を公転しているスーパーアースに分類されている太陽系外惑星である。NASAのケプラー宇宙望遠鏡によって発見されたケプラー1652bは、2013年に惑星候補として最初に公表されたが、4年後の2017年まで確認されていなかった。これは地球半径の160%の潜在的なスーパーアースである。ケプラー1652bはその惑星系のハビタブルゾーン、つまり惑星の表面に液体の水が存在する可能性のある領域内を公転している。また、アイボール・アースの候補でもある。

## 特徴

### 質量・半径・温度
ケプラー1652bは、ケプラー宇宙望遠鏡で発見された既知の太陽系外惑星のほとんどすべてと同様に、トランジット法で発見された。トランジット法では、地球から恒星を見たときに主星の光のごく一部を遮断する。結果として、確立された唯一のパラメータは惑星の半径である。主星の大きさと光の遮断量に基づいて、ケプラー1652bは1.60地球半径内で、地球と天王星や海王星の大きさの間の大きさであるスーパーアースに分類されている。通常、スーパーアースとミニネプチューンの境界は1.6地球半径とされており、ケプラー1652bは小さな海王星型惑星または海洋惑星である可能性もある。平衡温度は268 K (−5 °C; 23 °F)で、地球の255 K (−18 °C; −1 °F)と同様である。

### 軌道
ケプラー1652bの公転周期は約38.1日で、地球の365日より9倍以上短くなっている。主星から0.1654天文単位離れて公転しており、地球よりはるかに近く接近した軌道を公転しているにもかかわらず、ケプラー1652bの場合は太陽に比べて主星であるケプラー1652が小さいため、その軌道でも灼熱ではない。惑星の軌道離心率は0に近いと考えられている。

### 主星
ケプラー1652bは、KOI-2626とも呼ばれる赤色矮星であるケプラー1652の周囲を公転している。主星は太陽質量の0.404倍、太陽半径の0.382倍である。また、表面温度は3638ケルビン、年齢は45億年である。ケプラー1652は、太陽の約1.6%~2.6%の明るさであり、見かけの等級は10.22である。

## 居住可能性
ケプラー1652bはハビタブルゾーン内を公転しているが、居住性は保証されない。それには組成、大気、惑星が受ける放射線の量など、他の複数の要因が含まれている。ケプラー1652bの温度は地球の温度と非常に類似しており、地球が太陽から受け取る光の約81%を受け取っている。これは、ケプラー1652bが十分にハビタブルゾーン内を公転し、暴走温室効果を被る可能性が低いことを意味する。また、ケプラー1652bは潮汐固定されており、高温な昼側と低音な夜側が存在するが、厚い大気が存在する場合は惑星全体に熱を均等に分散させ、より多くの領域で液体の水を保持できる可能性がある。
ケプラー1652bの半径が大きいと、居住可能性が低くなる。地球半径の≥1.6倍を持つほとんどの惑星は完全に厚い海に覆われるか、天王星や海王星のような惑星のどちらかと同類になることが期待される。岩石の表面がなければ、生命は惑星上で成長することができない可能性がある。また、ケプラー1652のような赤色矮星は、太陽が生成するものよりもはるかに強力な非常に強いフレアを生成する可能性があり、周囲を公転する惑星の大気を侵食して、それらの居住性を損なう可能性がある。すべての赤色矮星がこれほど活発であるわけではないが、強い磁場は主星からの激しい放射が惑星表面に到達するのを防ぎ、生命を保護するのに役立つとされている。